# آرمن توتونچیان
آرمن گریگوری توتونچیان (ارمنی: Արմեն Գրիգորի Թութունջյան؛  ۲۸ ژانویهٔ ۱۹۴۴ – ۸ ژوئن ۲۰۱۷) یک موسیقی‌دان جاز اهل ارمنستان است. وی بین سال‌های - تا - میلادی فعالیت می‌کرد.

## زندگی‌نامه
وی در ۲۸ ژانویهٔ ۱۹۴۴ در ایروان به دنیا آمد . وی در ارکستر پاپ ارمنستان فعالیت می‌کرد. وی همچنین برندهٔ جوایزی همچون چهره هنری شایسته جمهوری ارمنستان شده است. وی در ۸ ژوئن ۲۰۱۷ در سن ۷۳ سالگی درگذشت.